# Port lotniczy Chimbote-FAP Jaime Montreuil Morales
Port lotniczy Chimbote-FAP Jaime Montreuil Morales (IATA: CHM, IATA: SPEO) – port lotniczy położony w Chimbote, w regionie Ancash, w Peru.